# ستش (ناحیه خرودیم)
ستش (به چکی: Seč) یک منطقهٔ مسکونی در جمهوری چک است که در ناحیه خرودیم واقع شده‌است. ستش ۱٬۷۱۰ نفر جمعیت دارد.